# Geschichte des wilden Esels mit dem Fuchs
Die Geschichte des wilden Esels mit dem Fuchs, auch Die Geschichte des Wildesels und dem Schakal ist ein orientalisches Märchen aus den Geschichten aus Tausendundeiner Nacht. Sie ist als Schachtelgeschichte Teil der größeren Geschichte des Königs Kalad und seines Wesirs Schimas.
Die Geschichte ist eine Fabel über die Genügsamkeit.

## Handlung
Einst lebte ein Fuchs, der jeden Tag auf die Jagd ins Gebirge ging. Dort traf er einen anderen Fuchs, der ihm erzählte, dass er drei Tage nichts gegessen hatte und dann einen toten Esel fand, von dem er das Herz gegessen habe und dass er daher er seit drei Tagen nicht mehr hungrig war. Der andere Fuchs beneidete seinen Artgenossen und wollte ebenfalls einmal ein Eselsherz essen, um satt zu werden. Da er nicht mehr auf die Jagd ging, wurde er schwach und magerte ab. An einem Tag schossen Jäger einen Esel direkt vor der Höhle des Fuches, wobei eine Pfeilspitze im Herzen des Esels stecken blieb. In der Nacht schleppt sich der Fuchs mit letzter Kraft aus der Höhle zu dem toten Esel und wühlte im Kadaver herum, bis er das Herz fand und auffraß. Dabei blieb ihm die Spitze des Pfeils im Halse stecken und brachte ihn dem Tod nahe. Er klagte und jammerte: »Mir geschieht es recht; kein Geschöpf soll mehr verlangen, als ihm Gott zugeteilt - ich wäre jetzt nicht in solcher Not, wenn ich mich mit Gottes Gabe begnügt hätte.«

## Hintergrund
Bei Gustav Weil trägt die trägt die Geschichte den Titel Die Geschichte des wilden Esels mit dem Fuchs; bei Enno Littmann den Titel Die Geschichte des Wildesels und dem Schakal.